# Cekeens gravhögar
Cekeens gravhögar ligger i departementet Diourbel i regionen Diourbel, Senegal. Diourbelregionen och staden med samma namn var en del av det förkoloniala Kungariket Baol, idag en del av Senegal.

## Beskrivning
Cekeens gravhögar är gjorda av Sererfolket, en etnisk grupp som finns runt om i Gambia, Senegal och  Mauretanien. Likt Stencirklarna i Senegambia byggdes de av religiösa skäl. I Charles Beckers "Vestiges historiques, trémoins matériels du passé clans les pays sereer" (1993), delade han upp Sererfolkets forntida artefakter i två huvuddelar: lämningarna efter tidigare Sererfolkets invånare och megaliterna i laterit. I Baol fanns 6 sektorer, med totalt 383 platser och 1921 gravhögar. Många av Serernas artefakter, några i guld, silver och andra metaller väntar ännu på att bli upptäckta.

## Ändamål
Gravhögarna användes i området som hövdingagravar. En avliden hövding skulle följas av andra medlemmar av hans hov med viktiga objekt såsom möbler och andra föremål. I detta fall skulle han och hans följe vara i hövdingens hydda, vilken begravdes under jord och sten. Tusentals sådana gravhögar finns i Senegal men Cekeen är det största och tätaste området med gravhögar.

## Världsarvsstatus
Den 18 november 2005 sattes Cekeens gravhögar upp på Senegals tentativa världsarvslista.

## Webbkällor
1. 1 2  ”Les tumulus de Cekeen” (på franska). UNESCO World Heritage Centre. http://whc.unesco.org/en/tentativelists/2079/. Läst 10 augusti 2012.